# Jean Henri Pareau

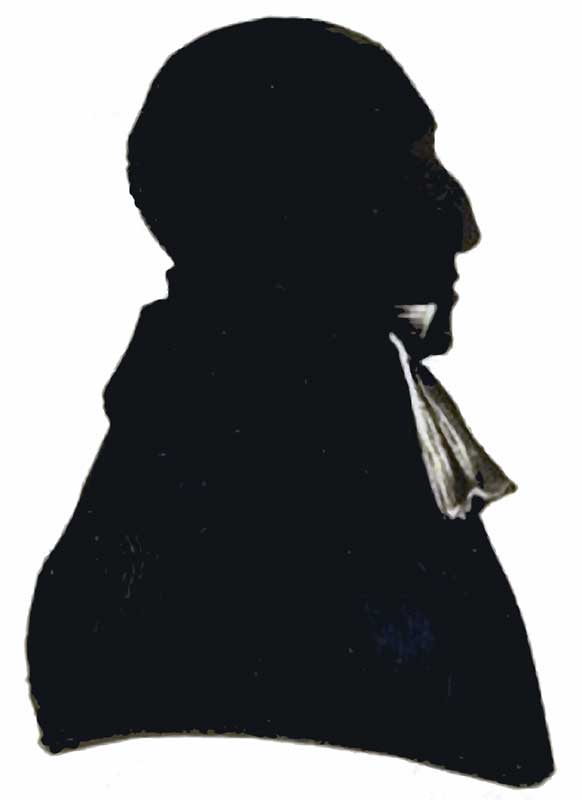
Silhouette von Jean Henri Pareau

Jean Henri Pareau (auch: Joannes Henricus Pareau, Jan Hendrik Pareau; * 13. Mai 1761 in Amsterdam; † 1. Februar 1833 in Utrecht) war ein niederländischer Orientalist und reformierter Theologe.

## Leben
Der Sohn des Juweliers Guilleaume Henri Pareau (* Dezember 1700 – 25. Dezember 1770 in Amsterdam) und dessen Frau Angélique Croquet (begr.: 24. Dezember 1789 in Amsterdam) hatte bereits in seinem neunten Lebensjahr seinen Vater verloren. Mit zwölf Jahren bezog er die Lateinschule seiner Geburtsstadt, wo er angeregt von Pieter Burman dem Jüngeren eine besondere Vorliebe für griechische und lateinische Dichter entwickelte. Diese Schule verließ er mit der Dichtung de Ira, welche er aus Trotz über die Ablehnung eines anderen Aufsatzes verfasst hatte. Am 28. März 1777 wurde er als Student der Theologie an das Athenaeum Illustre seiner Heimatstadt aufgenommen, wo er den Unterricht bei Burman, Herman Tollius, Daniel Wyttenbach, Henry Albert Schultens, Diederik Adriaan Walraven (1732–1804) und Petrus Curtenius (1716–1789) verfolgte.
Drei Jahre lang bereitete er sich auf seinen Pfarrdienst vor, wobei vor allem die orientalischen Sprachen und deren Dichtungen sein Hauptinteressengebiet bildeten. 1780 verließ er die Bildungseinrichtung, um seine Studien der lateinischen und griechischen Literatur an der Universität Leiden bei David Ruhnken und Lodewijk Caspar Valckenaer (1715–1785) fortzusetzen. Hier besuchte er auch die Vorlesungen zum Naturrecht bei Dionysius van de Wijnpersse sowie jene Vorlesungen zur Theologie bei Aegidius Gillesen (1712–1800), Ewaldus Hollebeek (1719–1796), Carolus Boers (1746–1814) und Petrus Rietveld (1739–1784). Am 2. September absolvierte er sein theologisches Examen und fand Aufnahme unter die theologischen Kandidaten der Wallonischen reformierten Kirche. Daraufhin ging er wieder nach Amsterdam, wo er sich durch Predigten als Kanzelredner übte und seine Studien fortsetzte. Zudem erhielt er beim Amsterdamer Bürgermeister Willem Gerrit Dedel (1734–1801) eine Hauslehrerstelle.
Am 6. Februar 1789 erhielt er eine Pfarrstelle bei der Wallonischen Gemeinde in Deventer und eine Berufung als Professor der Theologie und Orientalischen Sprachen an das dortige Athenaeum Illustre. Kurz darauf, am 19. November desselben Jahres, ernannte ihn die theologische Fakultät der Leidener Hochschule zum Doktor honoris causa, welche Ehrung er mit der Rede de conatibus incredulorum rei Christianae plus emolumenti quam detrimenti afferentibus in Empfang nahm. Aufgrund der Revolution von 1795 wurde er aus dem Amt in Deventer entlassen und erhielt am 30. Oktober 1796 eine neue Berufung zur Pfarrerstelle bei der Wallonischen Gemeinde in Middelburg. Diese trat er am 19. Februar 1797 an. 1798 berief man ihn erneut nach Deventer als Pfarrer und Professor für Theologie, Ethik und orientalische Sprachen am Gymnasium Illustre. Daher hielt er am 3. März in Middelburg seine Abschiedspredigt und übernahm am 27. Mai mit einer Rede über die Apologie für das Studium der orientalischen Sprachen, mit dem Titel De literis orientalibus minime injucundis, aufnahm.
Jedoch konnte man ihn nicht in Deventer halten, da ihm am 20. September 1804 die Kuratoren der Universität Harderwijk zum Professor der orientalischen Sprachen und hebräischen Altertümer beriefen, welche Tätigkeit er am 13. Juni 1805 mit der Einführungsrede De ingenuo poëseos hebraicae studio nostris temporibus magnopere commendando übernahm. In Harderwijk unterrichtete er vornehmlich die arabischen Sprachen und veröffentlichte kritische Studien über Ijob. Zudem beteiligte er sich an den organisatorischen Aufgaben der Hochschule und war 1807/08 Rektor der Alma Mater, welche Stelle er mit der Rede de amico atque utili Graecarum Latinarumque literarum cum Orientalibus consortio niederlegte. Am 14. Mai 1810 beriefen ihn die Kuratoren der Universität Utrecht zum Professor der Theologie, welche Aufgabe er am 27. August 1810 antrat und am 27. September 1810 seine Einführungsrede de constanti ac non mutabili orientalium ingenio, sacrarum literarum cultoribus suos in usus diligenter observando hielt. Außerdem wurde er 1812 Pfarrer der Wallonischen Gemeinde in Utrecht. Sein Lehrauftrag endete als er, aufgrund der neuen Verordnung der Hochschulbildung durch König Wilhelm am 2. August 1815 erlassen, am 6. November 1815 den Lehrstuhl für spekulative Philosophie übernahm, sowie den Lehrstuhl für orientalische Literatur, den er bis zu seiner Emeritierung am 22. Oktober 1830 innehatte.
Zudem übernahm er noch einmal als Emeritus  vom Januar 1831 bis zum 1. Februar 1833 diesen Lehrstuhl. In seiner Eigenschaft als Utrechter Hochschullehrer beteiligte er sich auch an den organisatorischen Aufgaben der Utrechter Schule und war 1822/23 Rektor der Alma Mater, welche Aufgabe er am 20. März 1823 seinem Nachfolger übergab und mit der Rede de honoris studio Orientalium beendete. In Anerkennung seiner wissenschaftlichen Arbeiten fand er Zugang zu mehreren Gelehrtengesellschaften. So am 31. Januar 1793 als Mitglied der Seeländischen Gesellschaft der Wissenschaften (Zeeuwsch Genootschap der Wetenschappen), 1807 als Mitglied der provinziellen Utrechtschen Gesellschaft der Künste und Wissenschaften, am 5. Juli 1809 war er Mitglied der Königlich-Niederländischen Akademie der Wissenschaften, 1814 Mitglied der Holländischen Gesellschaft der Wissenschaften in Haarlem (Hollandsche Maatschappij der Wetenschappen), 1816 korrespondierendes Mitglied von der Société asiatique in Paris und 1826 korrespondierendes Mitglied Royal Asiatic Society in London.
In Deventer heiratete er am 31. August 1794 Helena Nisina Ribbius, Tochter des Lodewijk van Eyll Ribbius und dessen Frau Aleida Duikink. In der Ehe erblickten zwei Söhne und vier Töchter das Licht der Welt. Von diesen Kindern ist der Groninger Professor Louis Gerlach Pareau (1800–1866) und der Theologe Anton Henri Pareau (1805–1859) bekannt. Von den Töchtern heiratete Theodora Aleida Pareau (* 13. September 1795; † 27. März 1847) Daniel Revel, zudem sind die Namen Wilhelmine Henriette Angelique (* 15. Dezember 1797; † 19. Oktober 1866) Pareau, Maria Magdalena Pareau (* 22. September 1802; † 23. Januar 1857) und Cornelia Helena Pareau (* 6. März 1804; † 16. Januar 1882) bekannt.

## Werke (Auswahl)
- de Threni Jeremiae philologicè et criticè illustrati. Leiden 1790
- Oratio de conatibus incredulorum rei christianae plus emolumenti quam detrimenti afferentibus. 1790, 1799
- Oratio de literis orientalibus minime injucundis: publice habita d. 27. Maji a. 1799. Deventer 1799
- Oratio de ingenuo poësos Hebreïcae studio, nostris temporibus magnopere commendando', tweede titel: 'Oratio de ingenuo poësos Hebreïcae studio. Harderwijk 1805
- Commentatio de immortalitatis ac vitae futurae notitiis ab antiquissimo Jobi scriptore in suos usus adhibitis: accedit sermo Jobi de sapientia mortuis magis cognita quam vivis: sive Jobeidis caput XXVIII philologice et critice illustratum. Deventer 1807
- Oratio de amico atque utili Graecarum Latinarumque literarum cum orientalibus consortio. Harderwijk 1808
- Oratio de constanti ac non mutabili orientalium ingenio, sacrarum literarum cultoribus suos in usus diligenter observando. 1810
- Sermons sur quelques textes de l’Écriture Saine. 1814
- Disputatio de rationem, quae mythicam librorum sacrorum interpretationem suadeant, momento ac pon. 1814
- Antiquitas Hebraica breviter descripta. Utrecht 1817
- Sermon, prononcé pout l’ouverture de la réunion des députés des Églises Wallonnes à Zutphen. 1819
- Institutio interpretis Veteris Testamenti. Utrecht 1822
- Antiuitas Hebraica breviter descriptae appendix, sive Alterius editionis praefatio et indices. Utrecht 1822
- Disputatio de mythica sacri codicis interpretatione. Utrecht 1824
- De mythica sacri codicis. Editie: Ed. altera, additamento et indicibus aucta. Utrecht 1824
- Specimen academicum continens Commentationem de Tograji carmine. 1828
- Commentatio de Amralkeisi Moallakah, praelecta in tertia classe Instituti doctrinarum, quod Amstelodami est, et annotatis instructa. Utrecht 1828.
- Antiuitas Hebraica breviter descripta.